# Hagen Peak
Hagen Peak är en bergstopp i Kanada.   Den ligger i provinsen British Columbia, i den centrala delen av landet, 3 100 km väster om huvudstaden Ottawa. Toppen på Hagen Peak är 2 584 meter över havet, eller 194 meter över den omgivande terrängen. Bredden vid basen är 2,2 km.
Terrängen runt Hagen Peak är huvudsakligen bergig, men åt nordost är den kuperad.Trakten runt Hagen Peak är nära nog obefolkad, med mindre än två invånare per kvadratkilometer.. Det finns inga samhällen i närheten. 
Trakten runt Hagen Peak består i huvudsak av gräsmarker.